# John Sempill, 1. Lord Sempill

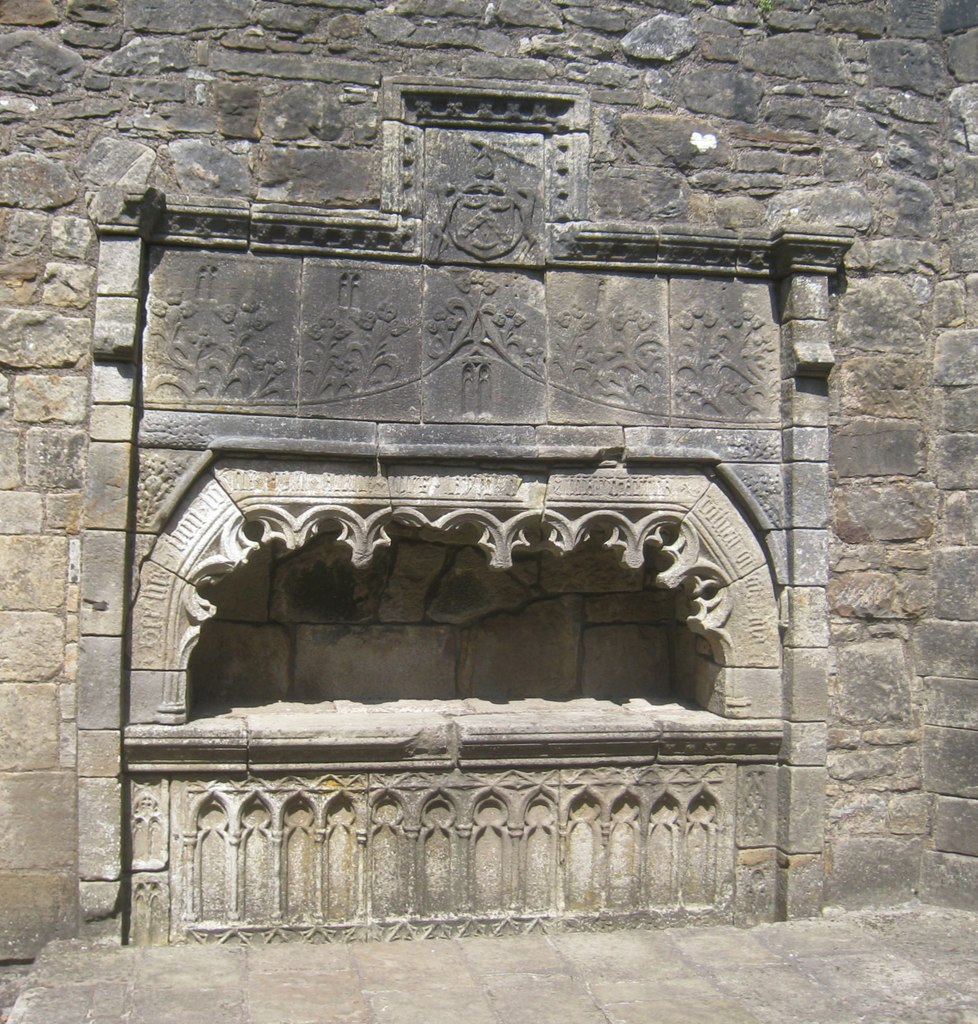
Grab des John Sempill, 1. Lord Sempill, und seiner Gattin in Lochwinnoch

John Sempill, 1. Lord Sempill (* im 15. Jahrhundert; † 9. September 1513 bei Branxton, Northumberland) war ein schottischer Adliger.

## Leben
Er war der Sohn und Erbe des Sir Thomas Sempill († 1488), Laird von Eliotstoun in Renfrewshire, aus dessen Ehe mit Elizabeth Ross. Als sein Vater am 11. Juni 1488 in der Schlacht von Sauchieburn fiel, erbte er dessen Besitzungen und wurde Chief des Clan Sempill.
Um 1489 wurde er als Lord Sempill zum Lord of Parliament erhoben. 
1492 reiste er als Mitglied einer schottischen Gesandtschaft zu König Heinrich VII. nach England.
Auf seinen Ländereien ließ er den Familiensitz Castle Semple bei Lochwinnoch neu errichten. 1504 ließ er unweit seines Familiensitzes eine Kollegiatstiftskirche errichten, in der später er und seine erste Gattin bestattet wurden.
1513 folgte er König Jakob IV. auf dessen Feldzug nach Nordengland und wurde dort, wie sein Schwiegervater und sein König, am 9. September 1513 in der Schlacht von Flodden Field getötet.

## Ehen und Nachkommen
In erster Ehe heiratete er Margaret Colville († um 1504), Tochter des Sir Robert Colville (⚔ 1513), Laird von Hiltoun und Ochiltree. Mit ihr hatte er drei Söhne und zwei Töchter:
- William Sempill, 2. Lord Sempill († 1552), ⚭ (1) Margaret Montgomerie, ⚭ (2)  Elizabeth Arnot, ⚭ (3) Marion Montgomerie;
- Francis Sempill († 1502);
- Gabriel Sempill (⚔ 1547 bei Pinkie Cleugh), Laird von Cathcart und Ladymure, ⚭ Janet Sproule;
- Marian Sempill;
- Isabel Sempill, ⚭ George Chalmers.

In zweiter Ehe heiratete er spätestens 1506 Margaret Crichton († nach 1519), Witwe des Sir William Stirling, Laird of Keir († 1503), Tochter des James Crichton († um 1495), Laird von Ruthven.